# 加古川バイパス
加古川バイパス（かこがわバイパス、英: Kakogawa Bypass）は、兵庫県明石市のから同県高砂市に至る国道2号のバイパスである。
阪神高速道路 - 第二神明道路 - 加古川バイパス - 姫路バイパス - 太子竜野バイパスと相互接続された、阪神・播磨間臨海地域の一大バイパス群を形成する。

## 概要
- 総延長：12.2 km
- 道路規格：第1種第3級（自動車専用道路）
- 車線数：4車線
- 事業費：83億円
- 設計速度：80 km/h
- 最高速度：60 km/h（前後の第二神明道路・姫路バイパスは70 km/h）

国道2号の渋滞緩和と播磨臨海工業地帯と京阪神との連絡道路として計画され、日本万国博覧会の関連事業として事業化され、1970年（昭和45年）3月に開通した。加古川市を横断し、東は第二神明道路（有料）、西は2000年（平成12年）12月11日より無料開放された姫路バイパスにそれぞれ直結する。開通当初から無料である。
全線にわたってアップダウンが多く、渋滞の原因となっている。さらに、追突など事故も多く、その死傷事故率について2011年（平成23年）から2014年（平成26年）までの統計で、年平均において46.7件/億台kmとなっており、この数値は太子竜野バイパスの36.3件/億台km、姫路バイパスの30.6件/億台km、また兵庫県内の自動車専用道路の18.2件/億台kmと比べても、特に高い数値となって表れている。
しばしば各出口の先の信号待ちの車列が本線まで溢れる。昼夜問わず80 - 100 km/hで流れているが、本線にオービスが設置され、また高速隊のパトカーや白バイなどによる取締りも行われている。
供用より30年近く経過した1990年代後半より、沿道の急激な市街地化や交通量の増大、設備の陳腐化と改良余地が指摘されたことから、ランプ改良・見通し改善などを柱とする「加古川バイパスリニューアル事業」が推進され、各所で改良が行われ渋滞の緩和や安全性の向上が図られた。
加古川市野口町坂元に加古川中央JCTを設け、国道175号を経て山陽自動車道へ接続する東播磨南北道路が2014年（平成26年）3月23日に供用開始した。
キロポストは起点側より「65.5」から設置されているが、これは国道2号のキロポストをバイパスにも採用しているためである。

## インターチェンジなど
- 上側が起点側、下側が終点側。

| 施設名                          | 接続路線名               | 大阪から (km) | 所在地   |
| ------------------------------- | ------------------------ | ------------- | -------- |
| E93 第二神明道路 神戸・大阪方面 |                          |               |          |
| 明石西ランプ                    | 県道514号志染土山線      | 65.4          | 明石市   |
| 加古川東ランプ                  | 県道383号八幡別府線      | 69.5          | 加古川市 |
| 加古川中央JCT                   | 東播磨南北道路           | 71.4          | 加古川市 |
| 加古川ランプ                    | 県道18号加古川小野線     | 72.9          | 加古川市 |
| 加古川西詰ランプ                | 県道79号高砂加古川加西線 | 73.9          | 加古川市 |
| 加古川西ランプ                  | 県道43号高砂北条線       | 75.7          | 加古川市 |
| 高砂北ランプ                    | 国道2号旧道              | 77.7          | 高砂市   |
| 姫路バイパス 岡山・姫路方面     |                          |               |          |

- 明石西ランプと加古川東ランプの間に播磨臨海地域道路と接続する「加古川JCT」の設置が計画されている。

## 所管警察
兵庫県警察高速道路交通警察隊名谷分駐隊が管轄している。

## 沿革
- 1960年（昭和35年）：日本万国博覧会関連事業として事業化。用地買収着手（一部は弾丸列車のために用地買収され、一旦売却されたものを再買収して使用）。
- 1964年（昭和39年）：工事着手（建設省直轄施工）。
- 1970年（昭和45年）
  - 3月8日：北側2車線が完成（一期工事完了）。事業費60億円。この2車線で暫定供用開始。第二神明道路と接続。
  - 3月15日：全線2車線完成（二期工事完了）。事業費23億円。日本万国博覧会にむけて全線供用開始。
- 1974年（昭和49年）3月：全線4車線での供用開始[1]。
- 1975年（昭和50年）12月：姫路バイパスと接続。
- 1988年（昭和63年）11月 : 加古川バイパスリニューアル懇話会設置。
- 2014年（平成26年）3月23日：加古川中央JCT 供用開始に伴い東播磨南北道路と接続。
- 2020年（令和2年）8月：加古川バイパス全線開通50周年及び、国道2号バイパス全線開通30周年を迎え、国土交通省主催による地域小学生向け「国道2号バイパスパトロール体験」が、1日/7日/22日に実施される[4]。

## 交通量
上下線24時間交通量を表す。
| 区間                            | 平成17（2005）年度 | 平成22（2010）年度 | 平成27（2015）年度 | 令和3（2021）年度 |
| ------------------------------- | ------------------ | ------------------ | ------------------ | ----------------- |
| 明石西IC-加古川東ランプ         | 102,551            | 95,593             | 83,303             | 78,198            |
| 加古川東ランプ-加古川ランプ     | 102,551            | 95,593             | 94,446             | 82,098            |
| 加古川ランプ-加古川西詰ランプ   | 102,551            | 93,258             | 91,933             | 88,248            |
| 加古川西詰ランプ-加古川西ランプ | 102,551            | 93,258             | 91,933             | 88,248            |
| 加古川西ランプ-高砂北ランプ     | 102,551            | 93,258             | 91,933             | 88,248            |

（出典：「平成22年度道路交通センサス」・「平成27年度全国道路・街路交通情勢調査」・「令和3年度全国道路・街路交通情勢調査」（国土交通省ホームページ）より一部データを抜粋して作成）

### 2010年
| 区間                            | 観測地点               | 交通量    | 交通量  | 昼間 混雑度 | 昼間平均旅行速度 | 昼間平均旅行速度 |
| 区間                            | 観測地点               | 2010年    | 前回比  | 昼間 混雑度 | 上り             | 下り             |
| ------------------------------- | ---------------------- | --------- | ------- | ----------- | ---------------- | ---------------- |
| 明石西IC-加古川東ランプ         | 加古川市加古川町溝ノ口 | 9万5593台 | -6958台 | 1.03        | 59.0 km/h        | 57.0 km/h        |
| 加古川東ランプ-加古川ランプ     | 加古川市加古川町溝ノ口 | 9万5593台 | -6958台 | 1.03        | 53.3 km/h        | 66.1 km/h        |
| 加古川ランプ-加古川西詰ランプ   | 加古川市東神吉町砂部   | 9万3258台 | -9293台 | 1.03        | 49.1 km/h        | 63.8 km/h        |
| 加古川西詰ランプ-加古川西ランプ | 加古川市東神吉町砂部   | 9万3258台 | -9293台 | 1.03        | 56.4 km/h        | 64.1 km/h        |
| 加古川西ランプ-高砂北ランプ     | 加古川市東神吉町砂部   | 8万9544台 | -8961台 | 1.22        | 60.3 km/h        | 73.5 km/h        |
| 平均                            | 平均                   | 9万3449台 | -8293台 | 1.07        | 55.6 km/h        | 64.9km/h         |
|                                 |                        |           |         |             |                  |                  |

### 2005年
平日24時間交通量（平成17年度道路交通センサス）
- 加古川市東神吉町砂部 : 102,551